# Hans Berger (Kirchenmusiker)

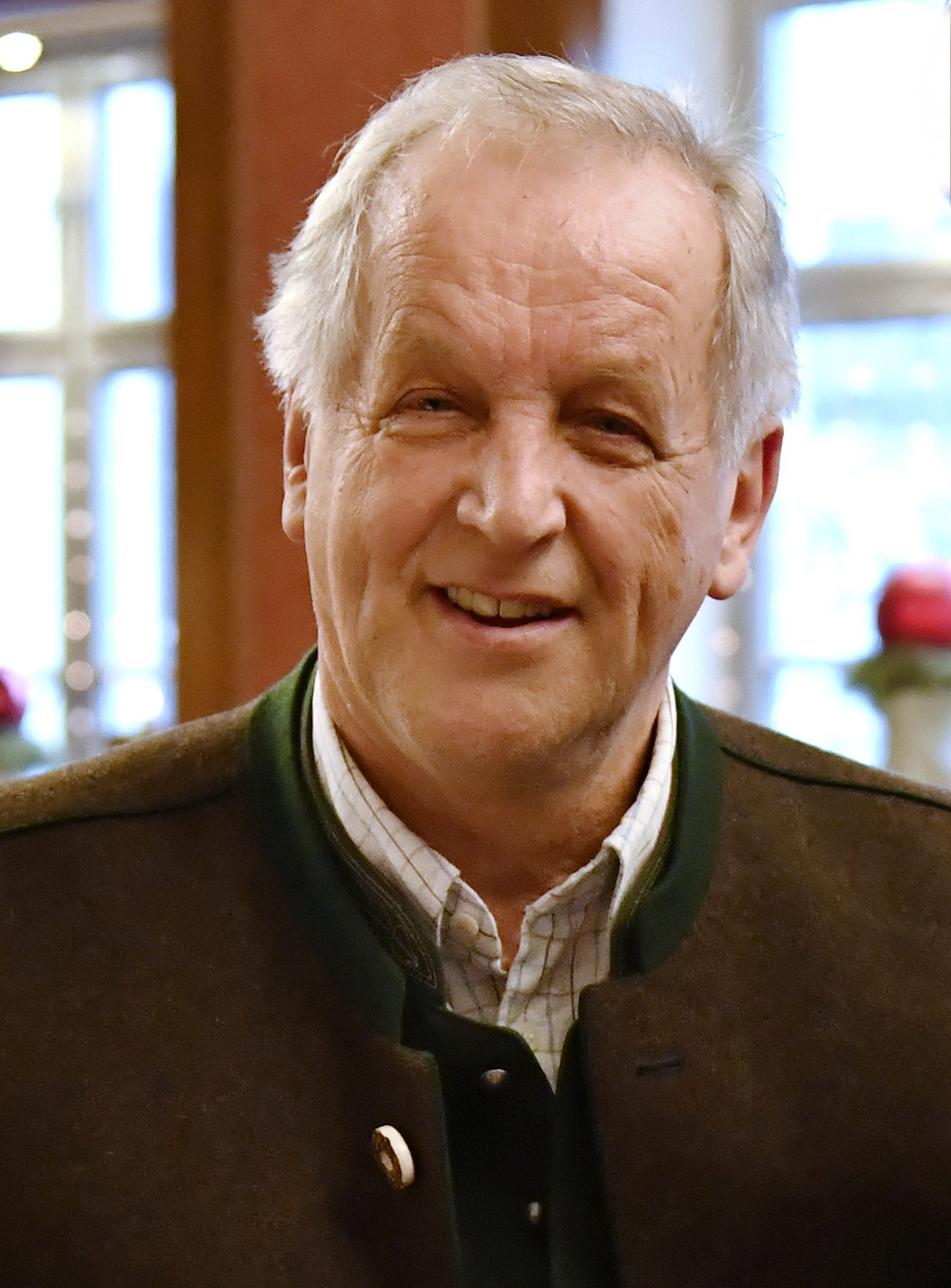
Hans Berger, 2017

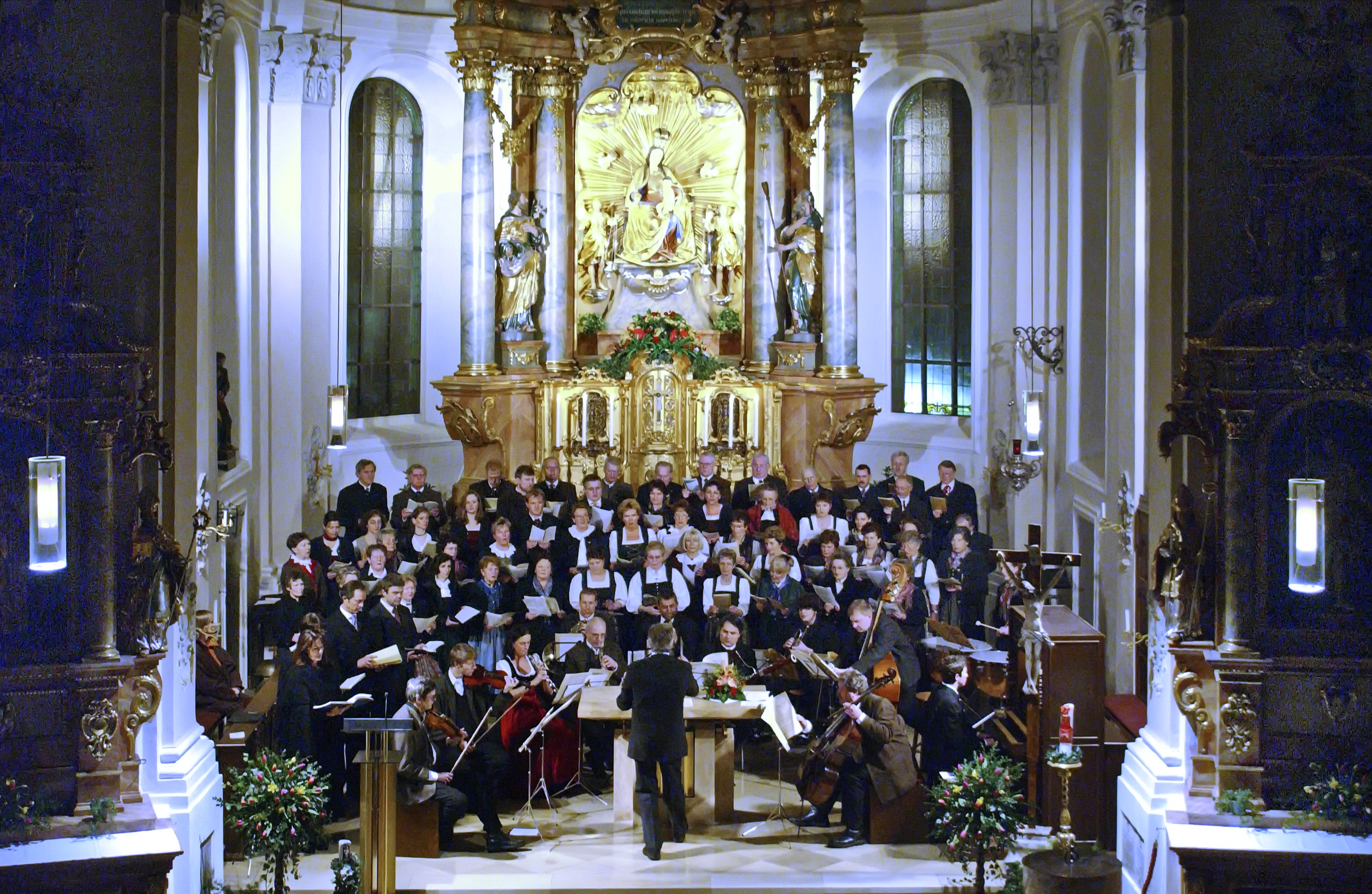
Hans Berger dirigiert den Kirchenchor Oberaudorf, 2003

Hans Berger (* 29. Oktober 1944 in Oberaudorf) ist ein bayerischer Kirchenmusiker und Chorleiter.

## Leben
Er leitet das auf klassische Volksmusik spezialisierte Ensemble Hans Berger und arbeitet sowohl mit dem Montini-Chor als auch dem Müllner-Peter-Chor eng zusammen. Zudem gilt er als Zithervirtuose und hat für dieses Instrument sowie für das Ensemble eine Vielzahl von Werken aus Barock und Klassik bearbeitet und komponiert.
Zu seinen Verdiensten gehört die Wiederentdeckung und Auswertung der Notensammlung des oberbayerischen Universalgelehrten Peter Huber, genannt Müllner-Peter (1766–1843), dessen Werke er bearbeitete und seither in zahlreichen Tonaufnahmen und Konzerten einem größeren Publikum zugänglich macht.
Im Jahr 1986 heiratete er die Musiklehrerin und Chorleiterin Rosalie „Rosi“ Käsweber (1964–2002), mit der er gemeinsam 1991 die Musiktage Oberaudorf-Reisach ins Leben rief, die sie bis zum Jahr 2000 leitete. Der Ehe entstammt sein Sohn Johannes Berger (* 1987).
Das Ensemble Hans Berger wurde 2008 beim „Tag der Volksmusik“ in Wildbad Kreuth mit dem Kulturpreis der Hanns-Seidel-Stiftung ausgezeichnet.

## Weitere Ehrungen

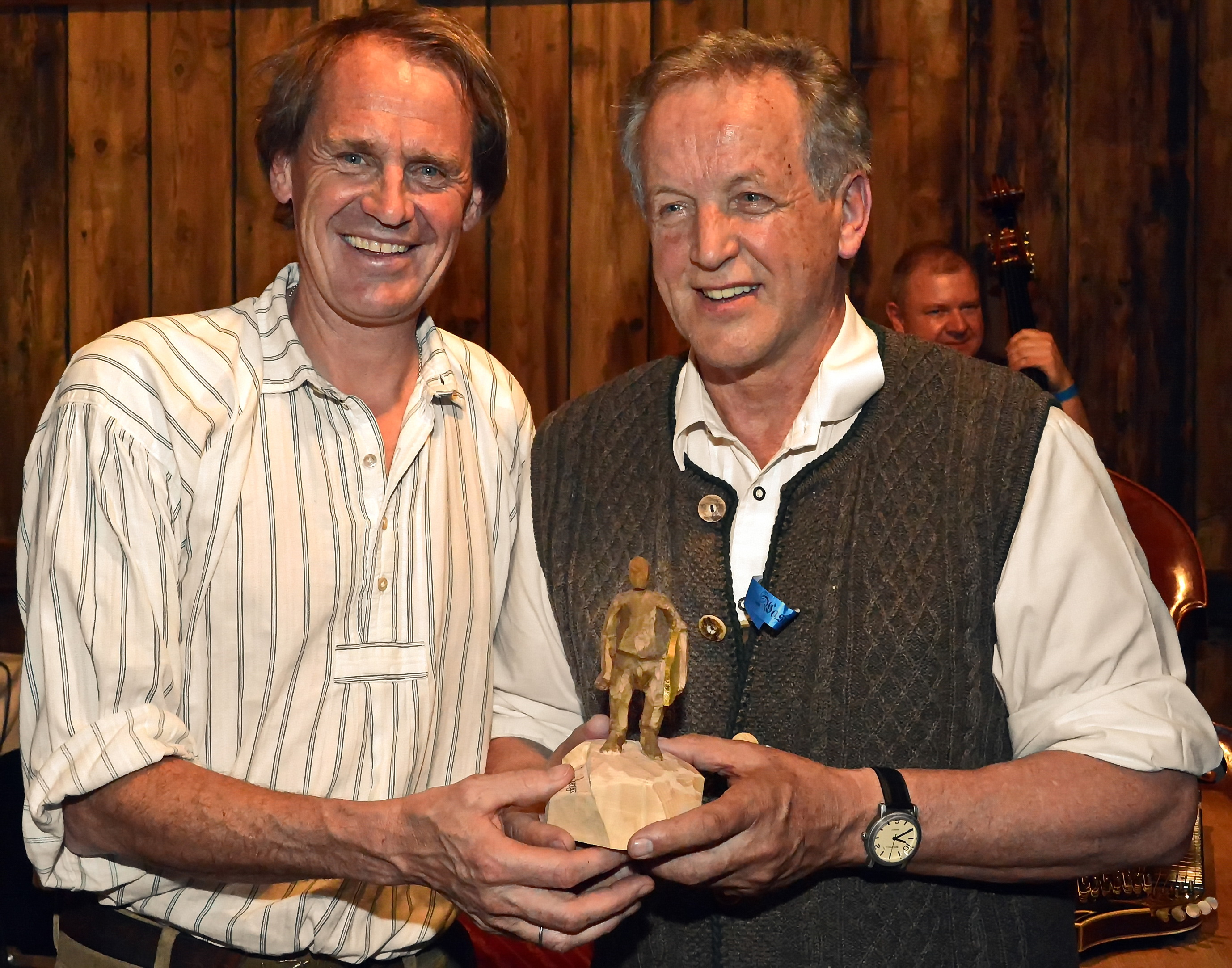
Goldene Zither an Hans Berger, Markus Wasmeier (links), 2013

- 1986: Verdienstmedaille des Verdienstordens der Bundesrepublik Deutschland
- 1986: Goldenes Herz – FDP Rosenheim
- 1991: Bayerischer Poetentaler der Münchner Turmschreiber
- 1991: Dachauer Literatur-Medaille
- 1995: Kiem-Pauli-Medaille der Gebirgsschützen
- 2009: Kulturpreis des Landkreises Rosenheim
- 2012: EUREGIO-Preis Inntal
- 2013: Goldene Zither
- 2015: Obb. Bezirks-Medaille in Silber
- 2016: Protektoratsabzeichen in Gold (Herzog Franz von Bayern/Bayernbund)
- 2021: Preis der Bayerischen Volksstiftung
- 2022: Päpstlicher Silvesterorden